# Simón Bolivar (voilier)
Pour les articles homonymes, voir Simón Bolívar et Bolívar.
Le Simon Bolivar est un voilier de type trois-mâts barque de la marine du Venezuela. C'est un navire récent construit sur le modèle des navires d'autrefois. Il a été commandé ainsi par l'État pour servir de navire-école.
Ce trois-mâts barque est le sister-ship de trois bâtiments construits à Bilbao, au Pays basque espagnol : la Gloria colombienne, le Cuauhtémoc mexicain et le Guayas équatorien.
Il porte son nom de Simón Bolívar en l'honneur de ce célèbre homme politique.

## Manifestations de grands voiliers
Participations à Rouen :
- en 1989, Voiles de la liberté,
- en 1994, Armada de la liberté